# Mycalesis maia
Mycalesis maia är en fjärilsart som beskrevs av De Nicéville 1894. Mycalesis maia ingår i släktet Mycalesis och familjen praktfjärilar. Inga underarter finns listade i Catalogue of Life.